# Flancourt-Catelon

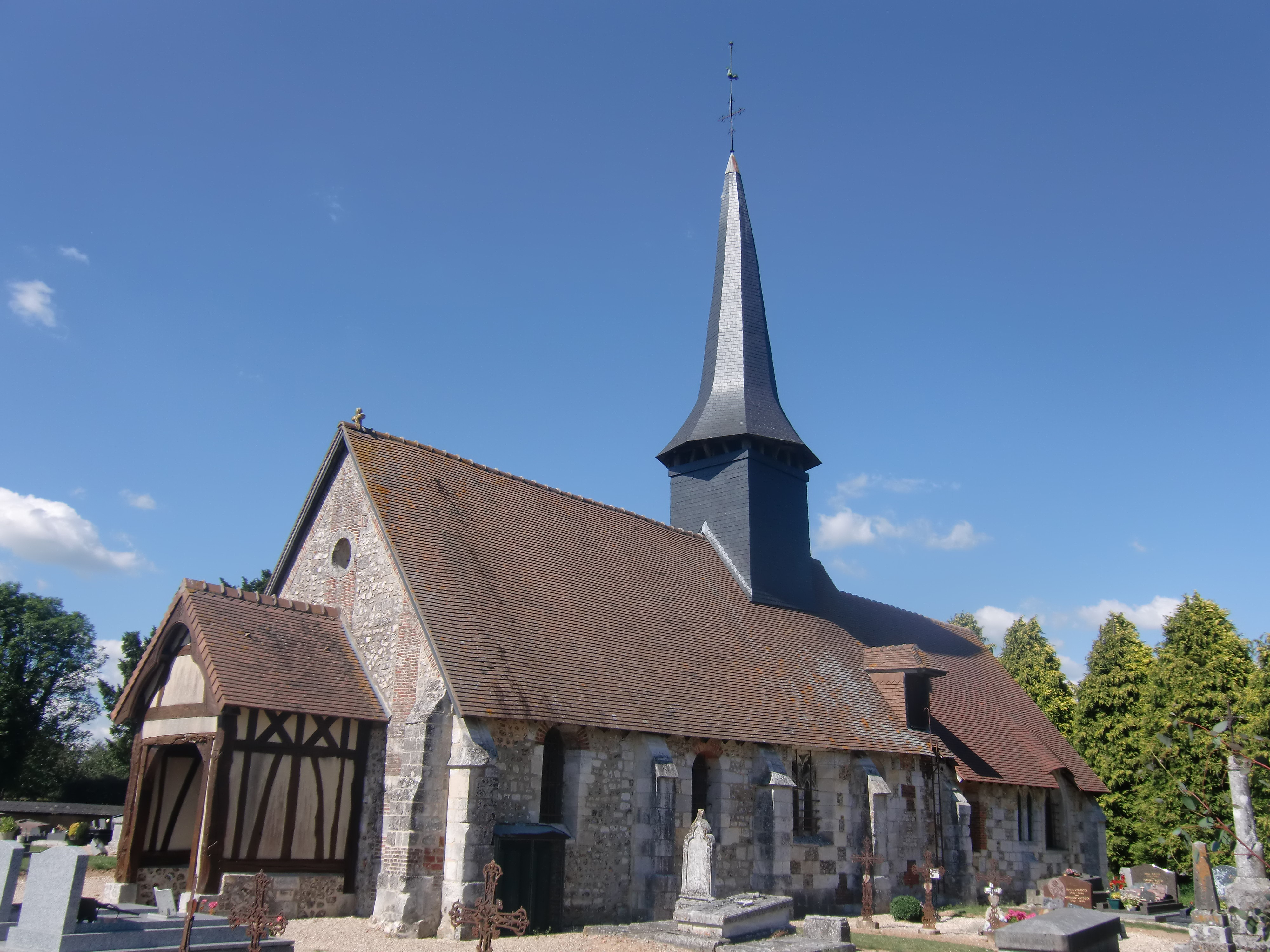
De kerk van Flancourt

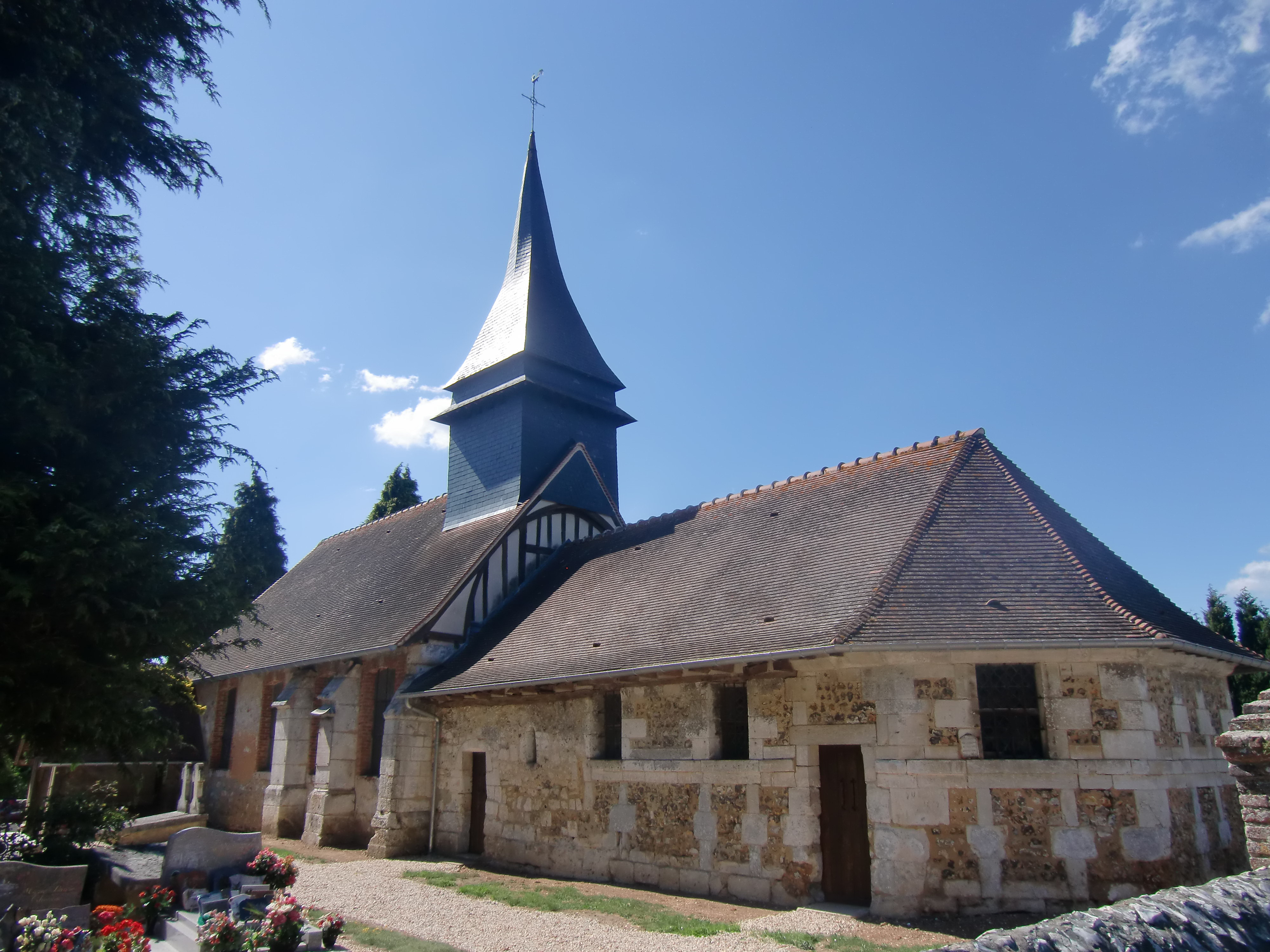
De kerk van Catelon

Flancourt-Catelon is een voormalige gemeente in het Franse departement Eure in de regio Normandië en telt 368 inwoners (1999). De gemeente bestond uit de plaats Flancourt, ook wel aangegeven als Flancourt-Catelon, en het kleinere Catelon en maakte deel uit van het arrondissement Bernay.

## Geschiedenis
Op 1 januari 2016 fuseerde de gemeente met Bosc-Bénard-Crescy en Épreville-en-Roumois tot de commune nouvelle Flancourt-Crescy-en-Roumois.

## Geografie
De oppervlakte van Flancourt-Catelon bedraagt 7,9 km², de bevolkingsdichtheid is 46,6 inwoners per km².
De onderstaande kaart toont de ligging van Flancourt-Catelon met de belangrijkste infrastructuur en aangrenzende gemeenten.

## Demografie
Onderstaande figuur toont het verloop van het inwonertal (bron: INSEE-tellingen).